# الاستراتيجية الأولية للمنظمة البحرية الدولية بشأن الحد من انبعاثات غازات الدفيئة من السفن
الاستراتيجية الأولية للمنظمة البحرية الدولية بشأن الحد من انبعاثات غازات الدفيئة من السفن، أو الاستراتيجية الأولية للمنظمة البحرية الدولية بشأن غازات الدفيئة، وتعدّ الإطار الذي تهدف من خلاله المنظمة البحرية الدولية إلى تقليل انبعاثات غازات الاحتباس الحراري من الشحن البحري الدولي. تمثل انبعاثات غازات الدفيئة من الشحن حوالي 3% من إجمالي انبعاثات غازات الدفيئة، وتتصور المنظمة البحرية الدولية بموجب هذه الاستراتيجية، التخلص منها خلال القرن الحالي. توافق العديد من الشركات والمنظمات الرأي بشأن جعل الشحن خالٍ من الكربون بحلول عام 2050.
لم تغطي اتفاقية باريس 2015 التي تسعى للتخفيف من آثار التغير المناخي، موضوع النقل البحري الدولي. زاد الضغط على المنظمة البحرية الدولية لاتخاذ الإجراءات اللازمة، بسبب توقع زيادة انبعاثات الشحن بالأرقام المطلقة والنسبية. اتُّفق في عام 2016 على تطوير إستراتيجية معينة، وخلص الاتفاق باعتماد الاستراتيجية الأولية في عام 2018. يُنظر إلى ذلك كخطوة أولى، مع توقع إستراتيجية معدلة في عام 2023.
تعدّ الاستراتيجية غير ملزمة قانونًا للأعضاء، رغم سياسات المنظمة البحرية الدولية، وتقترح مجموعة متنوعة من التدابير التي يمكن اعتمادها على اختلاف الأطر الزمنية لاعتماد الدول الأعضاء. تتوخى الاستراتيجية أيضًا تعاونًا يمكن من خلاله للدول الأكثر نماءً أن تدعم البلدان الأقل قدرة على تبني الاستراتيجية.

## فحوى الاستراتيجية
بُنيت إستراتيجية المنظمة البحرية الدولية عند إقرارها اعتمادًا على اتفاقية باريس كمرجع أساسي. وضعت إطارًا شاملًا للتنمية المستقبلية، وهو غير ملزم قانونًا. يتضمن الهدف العام المتمثل بخفض الكربون، أهدافًا فرعية لفترات زمنية مختلفة، إذ اعتُمد عام 2008 السنة الأساس. من المقرر أن تنخفض كثافة الانبعاثات (الانبعاثات الناتجة عن نقل سلعة لكل وحدة مسافة) بنسبة 40% بحلول عام 2030، بهدف «متابعة الجهود لتحقيق انخفاض بنسبة 70% بحلول عام 2050». يُتوقع أيضًا أن تبلغ الانبعاثات الإجمالية ذروتها «في القريب العاجل»، مع التركيز على الهدف المتمثل بتحقيق انخفاض «بنسبة 50% على الأقل، لما كان عليه الحال في عام 2008، وذلك بحلول عام 2050».
تتضمن إستراتيجية المنظمة البحرية الدولية أيضًا تدابير مقترحة مختلفة لتقليل الانبعاثات إلى جانب الرؤية الشاملة والمبادئ العامة. صُنفت هذه التدابير في ثلاث فئات: قصيرة الأجل (تُطبق بين 2018-2023)، ومتوسطة الأجل (2023-2030)، وطويلة الأجل (ما بعد عام 2030). يُعتقد بضرورة اعتماد تغييرات تقنية (كمعايير السفن الجديدة باستخدام مؤشر التصميم المراعي لكفاءة استخدام الطاقة)، وتشغيلية (كتقليل سرعة السفن)، وكذلك وضع آليات تنفيذ وتطبيق الاستراتيجية، للوفاء بالأهداف قصيرة الأجل. يُتوقع أن تتجه الصناعة إلى اعتماد الهيدروجين أو الأمونيا أو الوقود الحيوي لتزويد السفن بالطاقة (إلا أن مجال الطيرقد ينتزع الوقود الحيوي لصالحه)، وتطوير تقنية دفع جديدة أكثر كفاءة، لتحقيق الأهداف طويلة الأجل المذكورة.
تتصور الاستراتيجية بناء قدرات وتعاونًا تقنيًا كبيرًا بين الدول الأعضاء في المنظمة البحرية الدولية، من أجل دعم البلدان الأقل نماءً والدول الجزرية الصغيرة النامية. أُشير إلى مبادئ المسؤوليات المشتركة ولكن المتباينة، ووقف المعاملة التفضيلية، فيما يتعلق بتنفيذ التدابير والأهداف رغم أنها لا تنطبق على كافة السفن. حُددت ثمانية معايير يجب أخذها في الاعتبار عند تحديد المسؤوليات- رغم عدم وجود تفاصيل حول كيفية تطبيق هذه المبادئ المتضاربة في بعض الأحيان أثناء الممارسة العملية- وهي: البعد والاتصال، ونوع الحمولة، ومدى اعتماد الدولة على النقل، وتكاليف النقل، والأمن الغذائي، والاستجابة للكوارث، وفعالية التكلفة، ومستوى التنمية.
طورت لجنة حماية البيئة البحرية بغاية تقييم ذلك لكل حالة، عملية تستشهد بمبادئ البساطة والشمولية والشفافية والمرونة والنهج القائم على الأدلة والاعتبارات الخاصة بالقياس. أنشأت المنظمة البحرية الدولية بغاية تسهيل التنفيذ في البلدان الأقل نماء، صندوقًا وفرته التبرعات الطوعية لدعم بناء القدرات والتعاون التقني. يُتوقع ان تترافق التغييرات في قطاع الشحن مع التغييرات في قطاع الموانئ، والتي قد تتطلب تبني الاستراتيجية لتوفير الطاقة البرية وأنواع الوقود البديلة.